# Saison 2019-2020 du Heat de Miami
La saison 2019-2020 du Heat de Miami est la 32e saison de la franchise en NBA.
Durant l'intersaison 2019, la franchise floridienne s'octroie les droits de Jimmy Butler qui sera, avec Bam Adebayo, sélectionné pour le NBA All-Star Game 2020.
La saison a été suspendue par les officiels de la ligue après les matchs du 11 mars  après l'annonce que Rudy Gobert était positif au COVID-19. Le 12 mars 2020, le président de la ligue Adam Silver annonce que le championnat est arrêté pour "au moins 30 jours". La franchise reprend la saison régulière le 31 juillet 2020, à Orlando.
Le Heat termine la saison régulière à la 5e place de la conférence Est. Durant les playoffs, ils atteignent les Finales NBA, affrontant les Lakers de Los Angeles. Ils s'inclinent néanmoins contre Los Angeles, 4-2, sur la série.

## Draft
| Tour | Choix | Joueur      | Poste | Nationalité | Provenance           |
| ---- | ----- | ----------- | ----- | ----------- | -------------------- |
| 1    | 13    | Tyler Herro | SG    | États-Unis  | Wildcats du Kentucky |
| 2    | 44    | Bol Bol     | C     | Soudan      | Ducks de l'Oregon    |

## Matchs

### Summer League
| Summer League Total: 5-3 |

| Match | Date match  | Équipe       | Score    | Meilleur marqueur  | Meilleur rebondeur  | Meilleur passeur    | Lieux           | Série |
| ----- | ----------- | ------------ | -------- | ------------------ | ------------------- | ------------------- | --------------- | ----- |
| 1     | 1er juillet | L.A. Lakers  | V 106-79 | Tyler Herro (18)   | Duncan Robinson (5) | Herro, Robinson (4) | Golden 1 Center | 1 - 0 |
| 2     | 2 juillet   | Sacramento   | V 89-88  | Yante Maten (21)   | Yante Maten (9)     | Duncan Robinson (6) | Golden 1 Center | 2 - 0 |
| 3     | 3 juillet   | Golden State | V 73-65  | Kendrick Nunn (21) | Kyle Alexander (10) | Kendrick Nunn (3)   | Golden 1 Center | 3 - 0 |

| Match | Date match | Équipe           | Score          | Meilleur marqueur    | Meilleur rebondeur   | Meilleur passeur    | Lieux                | Série |
| ----- | ---------- | ---------------- | -------------- | -------------------- | -------------------- | ------------------- | -------------------- | ----- |
| 1     | 5 juillet  | Chine            | V 103-62       | Tyler Herro (23)     | Chris Silva (10)     | Herro, Nunn (4)     | Thomas & Mack Center | 1 - 0 |
| 2     | 7 juillet  | Utah             | V 93-81        | Kendrick Nunn (22)   | Duncan Robinson (10) | Kendrick Nunn (8)   | Cox Pavilion         | 2 - 0 |
| 3     | 9 juillet  | Orlando          | V 96-92        | Tyler Herro (25)     | Yante Maten (13)     | Kendrick Nunn (8)   | Cox Pavilion         | 3 - 0 |
| 4     | 10 juillet | Minnesota        | D 87-89        | Kendrick Nunn (28)   | Alexander, Maten (9) | Kendrick Nunn (5)   | Cox Pavilion         | 3 - 1 |
| 5     | 13 juillet | Nouvelle-Orléans | D 100-101 (OT) | Duncan Robinson (26) | Kyle Alexander (11)  | Jeremiah Martin (5) | Thomas & Mack Center | 3 - 2 |

### Pré-saison
| Pré-saison Total: 4-1 (Domicile : 2-1; Extérieur : 2-0) |

| Match | Date match | Équipe      | Score     | Meilleur marqueur  | Meilleur rebondeur  | Meilleur passeur     | Lieux                   | Série |
| ----- | ---------- | ----------- | --------- | ------------------ | ------------------- | -------------------- | ----------------------- | ----- |
| 1     | 8 octobre  | San Antonio | V 107-89  | Tyler Herro (18)   | Meyers Leonard (11) | Jimmy Butler (5)     | American Airlines Arena | 1 - 0 |
| 2     | 9 octobre  | @ Charlotte | V 108-94  | Dion Waiters (19)  | Davon Reed (9)      | Kendrick Nunn (7)    | Spectrum Center         | 2 - 0 |
| 3     | 14 octobre | Atlanta     | V 120-87  | Tyler Herro (23)   | Edrice Adebayo (10) | Dragić, Winslow (5)  | American Airlines Arena | 3 - 0 |
| 4     | 17 octobre | @ Orlando   | V 107-98  | Jimmy Butler (23)  | Edrice Adebayo (13) | Justise Winslow (12) | Amway Center            | 4 - 0 |
| 5     | 18 octobre | Houston     | D 133-144 | Kendrick Nunn (40) | Edrice Adebayo (11) | Goran Dragić (7)     | American Airlines Arena | 4 - 1 |

### Matchs de préparation à Orlando avant la reprise de la saison régulière
| Matchs de préparation Total: 1-2 |

| Match | Date match | Équipe     | Score     | Meilleur marqueur    | Meilleur rebondeur | Meilleur passeur  | Lieux                | Série |
| ----- | ---------- | ---------- | --------- | -------------------- | ------------------ | ----------------- | -------------------- | ----- |
| 1     | 22 juillet | Sacramento | V 104-98  | Duncan Robinson (18) | Herro, Olynyk (6)  | Jones, Olynyk (4) | HP Field House       | 1 - 0 |
| 2     | 25 juillet | Utah       | D 99-101  | Kelly Olynyk (27)    | Kelly Olynyk (8)   | Goran Dragić (6)  | HP Field House       | 1 - 1 |
| 3     | 28 juillet | Memphis    | D 110-128 | Jimmy Butler (18)    | Jae Crowder (8)    | Jimmy Butler (7)  | Visa Athletic Center | 1 - 2 |

### Saison régulière
| Saison régulière Total: 44-29 (Domicile : 29-7; Extérieur : 15-22) |

| Match | Date match | Équipe      | Score          | Meilleur marqueur    | Meilleur rebondeur    | Meilleur passeur    | Lieux                   | Série |
| ----- | ---------- | ----------- | -------------- | -------------------- | --------------------- | ------------------- | ----------------------- | ----- |
| 1     | 23 octobre | Memphis     | V 120-101      | Justise Winslow (27) | Edrice Adebayo (11)   | Justise Winslow (7) | American Airlines Arena | 1 - 0 |
| 2     | 26 octobre | @ Milwaukee | V 131-126 (OT) | Goran Dragić (25)    | Adebayo, Winslow (13) | Adebayo, Dragić (8) | Fiserv Forum            | 2 - 0 |
| 3     | 27 octobre | @ Minnesota | V 109-116      | Kendrick Nunn (25)   | Edrice Adebayo (9)    | Justise Winslow (6) | Target Center           | 2 - 1 |
| 4     | 29 octobre | Atlanta     | V 112-97       | Tyler Herro (29)     | Edrice Adebayo (10)   | Quatre joueurs (3)  | American Airlines Arena | 3 - 1 |
| 5     | 31 octobre | @ Atlanta   | V 106-97       | Kendrick Nunn (28)   | Jimmy Butler (9)      | Jimmy Butler (11)   | State Farm Arena        | 4 - 1 |

| Match | Date match  | Équipe              | Score     | Meilleur marqueur    | Meilleur rebondeur  | Meilleur passeur   | Lieux                      | Série  |
| ----- | ----------- | ------------------- | --------- | -------------------- | ------------------- | ------------------ | -------------------------- | ------ |
| 6     | 3 novembre  | Houston             | V 129-100 | Duncan Robinson (23) | Kelly Olynyk (8)    | Jimmy Butler (9)   | American Airlines Arena    | 5 - 1  |
| 7     | 5 novembre  | @ Denver            | D 89-109  | Jimmy Butler (16)    | Edrice Adebayo (11) | Goran Dragić (7)   | Pepsi Center               | 5 - 2  |
| 8     | 7 novembre  | @ Phoenix           | V 124-108 | Jimmy Butler (34)    | Edrice Adebayo (10) | Edrice Adebayo (6) | Talking Stick Resort Arena | 6 - 2  |
| 9     | 8 novembre  | @ L.A. Lakers       | D 80-95   | Jimmy Butler (22)    | Edrice Adebayo (9)  | Goran Dragić (7)   | Staples Center             | 6 - 3  |
| 10    | 12 novembre | Détroit             | V 117-108 | Butler, Nunn (20)    | Edrice Adebayo (14) | Jimmy Butler (13)  | American Airlines Arena    | 7 - 3  |
| 11    | 14 novembre | @ Cleveland         | V 108-97  | Kendrick Nunn (23)   | Edrice Adebayo (15) | Kendrick Nunn (8)  | Rocket Mortgage FieldHouse | 8 - 3  |
| 12    | 16 novembre | La Nouvelle-Orléans | V 109-94  | Kendrick Nunn (22)   | Edrice Adebayo (14) | Jimmy Butler (13)  | American Airlines Arena    | 9 - 3  |
| 13    | 20 novembre | Cleveland           | V 124-100 | Duncan Robinson (29) | Chris Silva (9)     | Dragić, Nunn (6)   | American Airlines Arena    | 10 - 3 |
| 14    | 22 novembre | @ Chicago           | V 116-108 | Jimmy Butler (27)    | Edrice Adebayo (14) | Butler, Dragić (7) | United Center              | 11 - 3 |
| 15    | 23 novembre | @ Philadelphie      | D 86-113  | Tyler Herro (20)     | Kelly Olynyk (7)    | Butler, Silva (3)  | Wells Fargo Center         | 11 - 4 |
| 16    | 25 novembre | Charlotte           | V 117-100 | Adebayo, Butler (21) | Kelly Olynyk (16)   | Goran Dragić (9)   | American Airlines Arena    | 12 - 4 |
| 17    | 27 novembre | @ Houston           | D 108-117 | Tyler Herro (22)     | Edrice Adebayo (11) | Edrice Adebayo (8) | Toyota Center              | 12 - 5 |
| 18    | 29 novembre | Golden State        | V 122-105 | Goran Dragić (20)    | Edrice Adebayo (9)  | Jimmy Butler (6)   | American Airlines Arena    | 13 - 5 |

| Match | Date match   | Équipe         | Score          | Meilleur marqueur     | Meilleur rebondeur  | Meilleur passeur    | Lieux                    | Série  |
| ----- | ------------ | -------------- | -------------- | --------------------- | ------------------- | ------------------- | ------------------------ | ------ |
| 19    | 1er décembre | @ Brooklyn     | V 109-106      | Goran Dragić (24)     | Edrice Adebayo (16) | Goran Dragić (6)    | Barclays Center          | 14 - 5 |
| 20    | 3 décembre   | @ Toronto      | V 121-110 (OT) | Butler, Robinson (22) | Jimmy Butler (13)   | Jimmy Butler (12)   | Scotiabank Arena         | 15 - 5 |
| 21    | 4 décembre   | @ Boston       | D 93-112       | Jimmy Butler (37)     | Edrice Adebayo (9)  | Trois joueurs (4)   | TD Garden                | 15 - 6 |
| 22    | 6 décembre   | Washington     | V 112-103      | Jimmy Butler (28)     | Edrice Adebayo (14) | Jimmy Butler (11)   | American Airlines Arena  | 16 - 6 |
| 23    | 8 décembre   | Chicago        | V 110-105 (OT) | Tyler Herro (27)      | Edrice Adebayo (13) | Jimmy Butler (7)    | American Airlines Arena  | 17 - 6 |
| 24    | 10 décembre  | Atlanta        | V 135-121 (OT) | Kendrick Nunn (36)    | Jimmy Butler (18)   | Edrice Adebayo (11) | American Airlines Arena  | 18 - 6 |
| 25    | 13 décembre  | L.A. Lakers    | D 110-113      | Jimmy Butler (23)     | Edrice Adebayo (12) | Kendrick Nunn (7)   | American Airlines Arena  | 18 - 7 |
| 26    | 14 décembre  | @ Dallas       | V 122-118 (OT) | Jimmy Butler (27)     | Edrice Adebayo (11) | Edrice Adebayo (10) | American Airlines Center | 19 - 7 |
| 27    | 16 décembre  | @ Memphis      | D 111-118      | Jimmy Butler (25)     | Edrice Adebayo (13) | Jimmy Butler (8)    | FedExForum               | 19 - 8 |
| 28    | 18 décembre  | @ Philadelphie | V 108-104      | Kendrick Nunn (26)    | Edrice Adebayo (9)  | Tyler Herro (7)     | Wells Fargo Center       | 20 - 8 |
| 29    | 20 décembre  | New York       | V 129-114      | Edrice Adebayo (20)   | Meyers Leonard (13) | Butler, Dragić (8)  | American Airlines Center | 21 - 8 |
| 30    | 23 décembre  | Utah           | V 107-104      | Jimmy Butler (20)     | Edrice Adebayo (12) | Edrice Adebayo (6)  | American Airlines Center | 22 - 8 |
| 31    | 27 décembre  | Indiana        | V 113-112      | Jimmy Butler (20)     | Edrice Adebayo (15) | Trois joueurs (6)   | American Airlines Center | 23 - 8 |
| 32    | 28 décembre  | Philadelphie   | V 117-116 (OT) | Jimmy Butler (25)     | Jimmy Butler (9)    | Jimmy Butler (9)    | American Airlines Center | 24 - 8 |
| 33    | 30 décembre  | @ Washington   | D 105-123      | Jimmy Butler (27)     | Edrice Adebayo (14) | Edrice Adebayo (5)  | Capital One Arena        | 24 - 9 |

| Match | Date match | Équipe          | Score          | Meilleur marqueur    | Meilleur rebondeur   | Meilleur passeur    | Lieux                    | Série   |
| ----- | ---------- | --------------- | -------------- | -------------------- | -------------------- | ------------------- | ------------------------ | ------- |
| 34    | 2 janvier  | Toronto         | V 84-76        | Edrice Adebayo (15)  | Edrice Adebayo (14)  | Kendrick Nunn (9)   | American Airlines Center | 25 - 9  |
| 35    | 3 janvier  | @ Orlando       | D 85-105       | Jimmy Butler (23)    | Adebayo, Butler (10) | Jimmy Butler (7)    | Amway Center             | 25 - 10 |
| 36    | 5 janvier  | Portland        | V 122-111      | Goran Dragić (29)    | Meyers Leonard (9)   | Goran Dragić (13)   | American Airlines Center | 26 - 10 |
| 37    | 8 janvier  | @ Indiana       | V 122-108      | Tyler Herro (19)     | Edrice Adebayo (9)   | Jimmy Butler (7)    | Bankers Life Fieldhouse  | 27 - 10 |
| 38    | 10 janvier | @ Brooklyn      | D 113-117      | Jimmy Butler (33)    | Jimmy Butler (9)     | Edrice Adebayo (7)  | Barclays Center          | 27 - 11 |
| 39    | 12 janvier | @ New York      | D 121-124      | Jimmy Butler (25)    | Jimmy Butler (10)    | Jimmy Butler (6)    | Madison Square Garden    | 27 - 12 |
| 40    | 15 janvier | San Antonio     | V 106-100      | Kendrick Nunn (33)   | Edrice Adebayo (13)  | Edrice Adebayo (7)  | American Airlines Center | 28 - 12 |
| 41    | 17 janvier | @ Oklahoma City | V 115-108      | Kendrick Nunn (22)   | Jimmy Butler (10)    | Jimmy Butler (7)    | Chesapeake Energy Arena  | 29 - 12 |
| 42    | 19 janvier | @ San Antonio   | D 102-107      | Edrice Adebayo (21)  | Edrice Adebayo (16)  | Adebayo, Butler (6) | AT&T Center              | 29 - 13 |
| 43    | 20 janvier | Sacramento      | V 118-113 (OT) | Kendrick Nunn (25)   | Edrice Adebayo (11)  | Kendrick Nunn (6)   | American Airlines Center | 30 - 13 |
| 44    | 22 janvier | Washington      | V 134-129 (OT) | Tyler Herro (25)     | Edrice Adebayo (8)   | Butler, Dragić (10) | American Airlines Center | 31 - 13 |
| 45    | 24 janvier | L.A. Clippers   | D 117-122      | Jimmy Butler (20)    | Kelly Olynyk (9)     | Edrice Adebayo (9)  | American Airlines Center | 31 - 14 |
| 46    | 27 janvier | Orlando         | V 113-92       | Duncan Robinson (21) | Edrice Adebayo (10)  | Edrice Adebayo (10) | American Airlines Center | 32 - 14 |
| 47    | 28 janvier | Boston          | D 101-109      | Goran Dragić (23)    | Edrice Adebayo (10)  | Goran Dragić (4)    | American Airlines Center | 32 - 15 |

| Match                  | Date match  | Équipe          | Score          | Meilleur marqueur      | Meilleur rebondeur    | Meilleur passeur    | Lieux                      | Série   |
| ---------------------- | ----------- | --------------- | -------------- | ---------------------- | --------------------- | ------------------- | -------------------------- | ------- |
| 48                     | 1er février | @ Orlando       | V 102-89       | Jimmy Butler (24)      | Adebayo, Leonard (14) | Goran Dragić (6)    | Amway Center               | 33 - 15 |
| 49                     | 3 février   | Philadelphie    | V 137-106      | Jimmy Butler (38)      | Edrice Adebayo (8)    | Edrice Adebayo (11) | American Airlines Center   | 34 - 15 |
| 50                     | 5 février   | @ L.A. Clippers | D 111-128      | Derrick Jones Jr. (25) | Edrice Adebayo (11)   | Jimmy Butler (7)    | Staples Center             | 34 - 16 |
| 51                     | 7 février   | @ Sacramento    | D 97-105       | Edrice Adebayo (26)    | Edrice Adebayo (7)    | Duncan Robinson (6) | Golden 1 Center            | 34 - 17 |
| 52                     | 9 février   | @ Portland      | D 109-115      | Goran Dragić (27)      | Edrice Adebayo (12)   | Adebayo, Dragić (7) | Moda Center                | 34 - 18 |
| 53                     | 10 février  | @ Golden State  | V 113-101      | Butler, Crowder (21)   | Edrice Adebayo (11)   | Kelly Olynyk (11)   | Chase Center               | 35 - 18 |
| 54                     | 12 février  | @ Utah          | D 101-116      | Jimmy Butler (25)      | Edrice Adebayo (11)   | Adebayo, Dragić (5) | Vivint Smart Home Arena    | 35 - 19 |
| NBA All-Star Game 2020 |             |                 |                |                        |                       |                     |                            |         |
| 55                     | 20 février  | @ Atlanta       | D 124-129      | Edrice Adebayo (28)    | Edrice Adebayo (19)   | Jimmy Butler (9)    | State Farm Arena           | 35 - 20 |
| 56                     | 22 février  | Cleveland       | V 124-105      | Kendrick Nunn (24)     | Udonis Haslem (5)     | Edrice Adebayo (9)  | American Airlines Center   | 36 - 20 |
| 57                     | 24 février  | @ Cleveland     | D 119-125 (OT) | Adebayo, Dragić (22)   | Edrice Adebayo (13)   | Edrice Adebayo (9)  | Rocket Mortgage FieldHouse | 36 - 21 |
| 58                     | 26 février  | Minnesota       | D 126-129      | Kendrick Nunn (24)     | Edrice Adebayo (10)   | Jimmy Butler (9)    | American Airlines Center   | 36 - 22 |
| 59                     | 28 février  | Dallas          | V 126-118      | Jimmy Butler (26)      | Edrice Adebayo (11)   | Kelly Olynyk (9)    | American Airlines Center   | 37 - 22 |
| 60                     | 29 février  | Brooklyn        | V 116-113      | Kendrick Nunn (21)     | Edrice Adebayo (12)   | Goran Dragić (10)   | American Airlines Center   | 38 - 22 |

| Match | Date match | Équipe                | Score     | Meilleur marqueur    | Meilleur rebondeur  | Meilleur passeur    | Lieux                    | Série   |
| ----- | ---------- | --------------------- | --------- | -------------------- | ------------------- | ------------------- | ------------------------ | ------- |
| 61    | 2 mars     | Milwaukee             | V 105-89  | Butler, Crowder (18) | Edrice Adebayo (13) | Jimmy Butler (7)    | American Airlines Center | 39 - 22 |
| 62    | 4 mars     | Orlando               | V 116-113 | Duncan Robinson (27) | Trois joueurs (7)   | Goran Dragić (9)    | American Airlines Center | 40 - 22 |
| 63    | 6 mars     | @ La Nouvelle-Orléans | D 104-110 | Jimmy Butler (28)    | Edrice Adebayo (12) | Jimmy Butler (6)    | Smoothie King Center     | 40 - 23 |
| 64    | 8 mars     | @ Washington          | V 100-89  | Edrice Adebayo (27)  | Edrice Adebayo (14) | Edrice Adebayo (6)  | Capital One Arena        | 41 - 23 |
| 65    | 11 mars    | Charlotte             | D 98-109  | Kendrick Nunn (24)   | Jae Crowder (10)    | Edrice Adebayo (10) | American Airlines Center | 41 - 24 |

| Match | Date match | Équipe        | Score | Meilleur marqueur | Meilleur rebondeur | Meilleur passeur | Lieux                    | Série |
| ----- | ---------- | ------------- | ----- | ----------------- | ------------------ | ---------------- | ------------------------ | ----- |
| -     | Annulé     | New York      |       |                   |                    |                  | American Airlines Center | -     |
| -     | Annulé     | Chicago       |       |                   |                    |                  | American Airlines Center | -     |
| -     | Annulé     | @ Milwaukee   |       |                   |                    |                  | Fiserv Forum             | -     |
| -     | Annulé     | @ Chicago     |       |                   |                    |                  | United Center            | -     |
| -     | Annulé     | @ Indiana     |       |                   |                    |                  | Bankers Life Fieldhouse  | -     |
| -     | Annulé     | Oklahoma City |       |                   |                    |                  | American Airlines Center | -     |
| -     | Annulé     | Denver        |       |                   |                    |                  | American Airlines Center | -     |
| -     | Annulé     | Phoenix       |       |                   |                    |                  | American Airlines Center | -     |
| -     | Annulé     | @ Charlotte   |       |                   |                    |                  | Spectrum Center          | -     |
| -     | Annulé     | @ Boston      |       |                   |                    |                  | TD Garden                | -     |
| -     | Annulé     | @ Détroit     |       |                   |                    |                  | Little Caesars Arena     | -     |
| -     | Annulé     | @ New York    |       |                   |                    |                  | Madison Square Garden    | -     |
| -     | Annulé     | Indiana       |       |                   |                    |                  | American Airlines Center | -     |
| -     | Annulé     | Détroit       |       |                   |                    |                  | American Airlines Center | -     |
| -     | Annulé     | Boston        |       |                   |                    |                  | American Airlines Center | -     |
| -     | Annulé     | @ Charlotte   |       |                   |                    |                  | Spectrum Center          | -     |
| -     | Annulé     | Toronto       |       |                   |                    |                  | American Airlines Center | -     |

| Match | Date match | Équipe          | Score     | Meilleur marqueur    | Meilleur rebondeur  | Meilleur passeur   | Lieux                | Série   |
| ----- | ---------- | --------------- | --------- | -------------------- | ------------------- | ------------------ | -------------------- | ------- |
| 66    | 1er août   | @ Denver        | V 125-105 | Adebayo, Butler (22) | Edrice Adebayo (9)  | Jimmy Butler (7)   | The Field House      | 42 - 24 |
| 67    | 3 août     | Toronto         | D 103-107 | Goran Dragić (25)    | Edrice Adebayo (8)  | Trois joueurs (5)  | The Field House      | 42 - 25 |
| 68    | 4 août     | Boston          | V 112-106 | Edrice Adebayo (21)  | Edrice Adebayo (12) | Kelly Olynyk (8)   | The Field House      | 43 - 25 |
| 69    | 6 août     | @ Milwaukee     | D 116-130 | Duncan Robinson (21) | Andre Iguodala (7)  | Andre Iguodala (8) | AdventHealth Arena   | 43 - 26 |
| 70    | 8 août     | Phoenix         | D 112-119 | Duncan Robinson (25) | Herro, Olynyk (8)   | Tyler Herro (10)   | VISA Athletic Center | 43 - 27 |
| 71    | 10 août    | Indiana         | V 114-92  | Jimmy Butler (19)    | Jimmy Butler (11)   | Goran Dragić (9)   | VISA Athletic Center | 44 - 27 |
| 72    | 12 août    | @ Oklahoma City | D 115-116 | Tyler Herro (30)     | Tyler Herro (6)     | Goran Dragić (6)   | VISA Athletic Center | 44 - 28 |
| 73    | 14 août    | @ Indiana       | D 92-109  | Kendrick Nunn (23)   | Chris Silva (11)    | Kendrick Nunn (4)  | AdventHealth Arena   | 44 - 29 |

### Playoffs
| Playoffs Total: 14-6 (Domicile : 6-4; Extérieur : 8-2) |

| Match | Date match | Équipe    | Score     | Meilleur marqueur    | Meilleur rebondeur | Meilleur passeur   | Lieux              | Série |
| ----- | ---------- | --------- | --------- | -------------------- | ------------------ | ------------------ | ------------------ | ----- |
| 1     | 18 août    | @ Indiana | V 113-101 | Jimmy Butler (28)    | Bam Adebayo (10)   | Bam Adebayo (6)    | AdventHealth Arena | 1 - 0 |
| 2     | 20 août    | @ Indiana | V 109-100 | Duncan Robinson (24) | Jae Crowder (8)    | Butler, Dragić (6) | The Field House    | 2 - 0 |
| 3     | 22 août    | Indiana   | V 124-115 | Jimmy Butler (27)    | Bam Adebayo (11)   | Goran Dragić (6)   | AdventHealth Arena | 3 - 0 |
| 4     | 24 août    | Indiana   | V 99-87   | Goran Dragić (23)    | Bam Adebayo (19)   | Bam Adebayo (6)    | AdventHealth Arena | 4 - 0 |

| Match | Date match  | Équipe      | Score          | Meilleur marqueur   | Meilleur rebondeur | Meilleur passeur    | Lieux              | Série |
| ----- | ----------- | ----------- | -------------- | ------------------- | ------------------ | ------------------- | ------------------ | ----- |
| 1     | 31 août     | @ Milwaukee | V 115-104      | Jimmy Butler (40)   | Bam Adebayo (17)   | Bam Adebayo (6)     | The Field House    | 1 - 0 |
| 2     | 2 septembre | @ Milwaukee | V 116-114      | Goran Dragić (23)   | Bam Adebayo (9)    | Jimmy Butler (6)    | The Field House    | 2 - 0 |
| 3     | 4 septembre | Milwaukee   | V 115-100      | Jimmy Butler (30)   | Bam Adebayo (16)   | Jimmy Butler (6)    | The Field House    | 3 - 0 |
| 4     | 6 septembre | Milwaukee   | D 115-118 (OT) | Bam Adebayo (26)    | Bam Adebayo (12)   | Adebayo, Dragić (8) | AdventHealth Arena | 3 - 1 |
| 5     | 8 septembre | @ Milwaukee | V 103-94       | Butler, Dragić (17) | Jimmy Butler (10)  | Butler, Herro (6)   | The Field House    | 4 - 1 |

| Match | Date match   | Équipe   | Score          | Meilleur marqueur | Meilleur rebondeur  | Meilleur passeur    | Lieux              | Série |
| ----- | ------------ | -------- | -------------- | ----------------- | ------------------- | ------------------- | ------------------ | ----- |
| 1     | 15 septembre | @ Boston | V 117-114 (OT) | Goran Dragić (29) | Tyler Herro (11)    | Adebayo, Herro (9)  | The Field House    | 1 - 0 |
| 2     | 17 septembre | @ Boston | V 106-101      | Goran Dragić (25) | Bam Adebayo (10)    | Dragić, Herro (5)   | AdventHealth Arena | 2 - 0 |
| 3     | 19 septembre | Boston   | D 106-117      | Bam Adebayo (27)  | Bam Adebayo (16)    | Crowder, Dragić (5) | AdventHealth Arena | 2 - 1 |
| 4     | 21 septembre | Boston   | V 112-109      | Tyler Herro (37)  | Bam Adebayo (12)    | Bam Adebayo (4)     | AdventHealth Arena | 3 - 1 |
| 5     | 23 septembre | @ Boston | D 108-121      | Goran Dragić (23) | Adebayo, Butler (8) | Adebayo, Butler (8) | AdventHealth Arena | 3 - 2 |
| 6     | 25 septembre | Boston   | V 125-113      | Bam Adebayo (32)  | Bam Adebayo (14)    | Jimmy Butler (8)    | AdventHealth Arena | 4 - 2 |

| Match | Date match   | Équipe        | Score     | Meilleur marqueur | Meilleur rebondeur | Meilleur passeur   | Lieux              | Série |
| ----- | ------------ | ------------- | --------- | ----------------- | ------------------ | ------------------ | ------------------ | ----- |
| 1     | 30 septembre | @ L.A. Lakers | D 98-116  | Jimmy Butler (23) | Trois joueurs (5)  | Andre Iguodala (6) | AdventHealth Arena | 0 - 1 |
| 2     | 2 octobre    | @ L.A. Lakers | D 114-124 | Jimmy Butler (25) | Kelly Olynyk (9)   | Jimmy Butler (13)  | AdventHealth Arena | 0 - 2 |
| 3     | 4 octobre    | L.A. Lakers   | V 115-104 | Jimmy Butler (40) | Jimmy Butler (11)  | Jimmy Butler (13)  | AdventHealth Arena | 1 - 2 |
| 4     | 6 octobre    | L.A. Lakers   | D 96-102  | Jimmy Butler (22) | Jimmy Butler (10)  | Jimmy Butler (9)   | AdventHealth Arena | 1 - 3 |
| 5     | 9 octobre    | @ L.A. Lakers | V 111-108 | Jimmy Butler (35) | Jimmy Butler (12)  | Jimmy Butler (11)  | AdventHealth Arena | 2 - 3 |
| 6     | 11 octobre   | L.A. Lakers   | D 93-106  | Bam Adebayo (25)  | Bam Adebayo (10)   | Jimmy Butler (8)   | AdventHealth Arena | 2 - 4 |

### Confrontations en saison régulière
| Conférence Est      | Conférence Est                             | Conférence Est                             | Conférence Est                             | Conférence Est                             | Conférence Ouest                           | Conférence Ouest                           | Conférence Ouest                           |
| Division Atlantique | Division Atlantique                        | Division Atlantique                        | Division Atlantique                        | Division Atlantique                        | Division Nord-Ouest                        | Division Nord-Ouest                        | Division Nord-Ouest                        |
| Équipe              | Domicile                                   | Domicile                                   | Extérieur                                  | Extérieur                                  | Équipe                                     | Domicile                                   | Extérieur                                  |
| ------------------- | ------------------------------------------ | ------------------------------------------ | ------------------------------------------ | ------------------------------------------ | ------------------------------------------ | ------------------------------------------ | ------------------------------------------ |
| Boston              | 101-109                                    |                                            | 93-112                                     |                                            | Denver                                     |                                            | 89-109                                     |
| Brooklyn            | 116-113                                    |                                            | 109-106                                    | 113-117                                    | Minnesota                                  | 126-129                                    | 109-116                                    |
| New York            | 129-114                                    |                                            | 121-124                                    |                                            | Oklahoma City                              |                                            | 115-108                                    |
| Philadelphie        | 117-116 (OT)                               | 137-106                                    | 86-113                                     | 108-104                                    | Portland                                   | 122-111                                    | 109-115                                    |
| Toronto             | 84-76                                      |                                            | 121-110 (OT)                               |                                            | Utah                                       | 107-104                                    | 101-116                                    |
| Matchs à Orlando    |                                            |                                            |                                            |                                            |                                            |                                            |                                            |
| Boston              | 112-106                                    |                                            |                                            |                                            | Denver                                     |                                            | 125-105                                    |
| Toronto             | 103-107                                    |                                            |                                            |                                            | Oklahoma City                              |                                            | 115-116                                    |
|                     | 6–2                                        | 6–2                                        | 3–4                                        | 3–4                                        |                                            | 2–1                                        | 2–5                                        |
| Division            | 9–6                                        | 9–6                                        | 9–6                                        | 9–6                                        | Division                                   | 4–6                                        | 4–6                                        |
| Division Centrale   | Division Centrale                          | Division Centrale                          | Division Centrale                          | Division Centrale                          | Division Pacifique                         | Division Pacifique                         | Division Pacifique                         |
| Équipe              | Domicile                                   | Domicile                                   | Extérieur                                  | Extérieur                                  | Équipe                                     | Domicile                                   | Extérieur                                  |
| Chicago             | 110-105 (OT)                               |                                            | 116-108                                    |                                            | Golden State                               | 122-105                                    | 113-101                                    |
| Cleveland           | 124-100                                    | 124-105                                    | 108-97                                     | 119-125 (OT)                               | L.A. Clippers                              | 117-122                                    | 111-128                                    |
| Detroit             | 117-108                                    |                                            |                                            |                                            | L.A. Lakers                                | 110-113                                    | 80-95                                      |
| Indiana             | 113-112                                    |                                            | 122-108                                    |                                            | Phoenix                                    |                                            | 124-108                                    |
| Milwaukee           | 105-89                                     |                                            | 131-126 (OT)                               |                                            | Sacramento                                 | 118-113 (OT)                               | 97-105                                     |
| Matchs à Orlando    |                                            |                                            |                                            |                                            |                                            |                                            |                                            |
| Indiana             | 114-92                                     |                                            | 92-109                                     |                                            | Phoenix                                    | 112-119                                    |                                            |
| Milwaukee           |                                            |                                            | 116-130                                    |                                            |                                            |                                            |                                            |
|                     | 7–0                                        | 7–0                                        | 4–3                                        | 4–3                                        |                                            | 2–3                                        | 2–3                                        |
| Division            | 11–3                                       | 11–3                                       | 11–3                                       | 11–3                                       | Division                                   | 4–6                                        | 4–6                                        |
| Division Sud-Est    | Division Sud-Est                           | Division Sud-Est                           | Division Sud-Est                           | Division Sud-Est                           | Division Sud-Ouest                         | Division Sud-Ouest                         | Division Sud-Ouest                         |
| Équipe              | Domicile                                   | Domicile                                   | Extérieur                                  | Extérieur                                  | Équipe                                     | Domicile                                   | Extérieur                                  |
| Atlanta             | 112-97                                     | 135-121 (OT)                               | 106-97                                     | 124-129                                    | Dallas                                     | 126-118                                    | 122-118 (OT)                               |
| Charlotte           | 117-100                                    | 98-109                                     |                                            |                                            | Houston                                    | 129-100                                    | 108-117                                    |
|                     |                                            |                                            |                                            |                                            | Memphis                                    | 120-101                                    | 111-118                                    |
| Orlando             | 113-92                                     | 116-113                                    | 85-105                                     | 102-89                                     | New Orleans                                | 109-94                                     | 104-110                                    |
| Washington          | 112-103                                    | 134-129 (OT)                               | 105-123                                    | 100-89                                     | San Antonio                                | 106-100                                    | 102-107                                    |
|                     | 7–1                                        | 7–1                                        | 3–3                                        | 3–3                                        |                                            | 5–0                                        | 1–4                                        |
| Division            | 10–4                                       | 10–4                                       | 10–4                                       | 10–4                                       | Division                                   | 6–4                                        | 6–4                                        |
| Conférence          | 30–13 (Domicile : 20–3; Extérieur : 10–10) | 30–13 (Domicile : 20–3; Extérieur : 10–10) | 30–13 (Domicile : 20–3; Extérieur : 10–10) | 30–13 (Domicile : 20–3; Extérieur : 10–10) | Conférence                                 | 14–16 (Domicile : 9–4; Extérieur : 5–12)   | 14–16 (Domicile : 9–4; Extérieur : 5–12)   |
| Total               | 44–29 (Domicile : 29–7; Extérieur : 15–22) | 44–29 (Domicile : 29–7; Extérieur : 15–22) | 44–29 (Domicile : 29–7; Extérieur : 15–22) | 44–29 (Domicile : 29–7; Extérieur : 15–22) | 44–29 (Domicile : 29–7; Extérieur : 15–22) | 44–29 (Domicile : 29–7; Extérieur : 15–22) | 44–29 (Domicile : 29–7; Extérieur : 15–22) |

## Classements de la saison régulière
| Conférence Est | Conférence Est         | Conférence Est | Conférence Est | Conférence Est | Conférence Est | Conférence Est | Conférence Est |
| No             | Franchise              | Vic.           | Déf.           | MJ             | V/D            | GB             |                |
| -------------- | ---------------------- | -------------- | -------------- | -------------- | -------------- | -------------- | -------------- |
| 1              | Bucks de Milwaukee     | 56             | 17             | 73             | .767           | –              |                |
| 2              | Raptors de Toronto     | 53             | 19             | 72             | .736           | 2.5            |                |
| 3              | Celtics de Boston      | 48             | 24             | 72             | .667           | 7.5            |                |
| 4              | Pacers de l'Indiana    | 45             | 28             | 73             | .616           | 11             |                |
| 5              | Heat de Miami          | 44             | 29             | 73             | .603           | 12             |                |
| 6              | 76ers de Philadelphie  | 43             | 30             | 73             | .589           | 13             |                |
| 7              | Nets de Brooklyn       | 35             | 37             | 72             | .486           | 20.5           |                |
| 8              | Magic d'Orlando        | 33             | 40             | 73             | .452           | 23             |                |
|                |                        |                |                |                |                |                |                |
| 9              | Wizards de Washington¹ | 25             | 47             | 72             | .347           | 30.5           |                |
| 10             | Hornets de Charlotte   | 23             | 42             | 65             | .354           | 29             |                |
| 11             | Bulls de Chicago       | 22             | 43             | 65             | .338           | 30             |                |
| 12             | Knicks de New York     | 21             | 45             | 66             | .318           | 31.5           |                |
| 13             | Pistons de Détroit     | 20             | 46             | 66             | .303           | 32.5           |                |
| 14             | Hawks d'Atlanta        | 20             | 47             | 67             | .299           | 33             |                |
| 15             | Cavaliers de Cleveland | 19             | 46             | 65             | .292           | 33             |                |

| Division Sud-Est     | V  | D  | MJ | V/D  | GB   | Dom   | Ext   | Div  |
| -------------------- | -- | -- | -- | ---- | ---- | ----- | ----- | ---- |
| Heat de Miami        | 44 | 29 | 73 | .603 | –    | 29–7  | 15–22 | 10–4 |
| Magic d'Orlando      | 33 | 40 | 73 | .452 | 11.5 | 18–17 | 15–23 | 9–5  |
| Washington Wizards   | 25 | 47 | 72 | .347 | 19   | 16–20 | 9–27  | 5–9  |
| Hornets de Charlotte | 23 | 42 | 65 | .354 | 17.5 | 10–21 | 13–21 | 2–7  |
| Hawks d'Atlanta      | 20 | 47 | 66 | .299 | 21.5 | 14–20 | 6–27  | 6–7  |

## Effectif

### Effectif actuel
| Heat de Miami Effectif actuel                                  |    |                        |                         |                |
| Entraîneur : Erik Spoelstra                                    |    |                        |                         |                |
| Pivot                                                          | 13 | Drapeau des États-Unis | Bam Adebayo             | Kentucky       |
| Ailier fort                                                    | 17 | Drapeau du Canada      | Kyle Alexander (R) (TW) | Tennessee      |
| Arrière / Ailier                                               | 22 | Drapeau des États-Unis | Jimmy Butler            | Marquette      |
| Ailier / Ailier fort                                           | 99 | Drapeau des États-Unis | Jae Crowder             | Marquette      |
| Meneur / Arrière                                               | 7  | Drapeau de la Slovénie | Goran Dragić            | Union Olimpija |
| Ailier fort                                                    | 40 | Drapeau des États-Unis | Udonis Haslem           | Florida        |
| Arrière                                                        | 14 | Drapeau des États-Unis | Tyler Herro (R)         | Kentucky       |
| Ailier                                                         | 44 | Drapeau des États-Unis | Solomon Hill            | Arizona        |
| Arrière / Ailier                                               | 28 | Drapeau des États-Unis | Andre Iguodala          | Arizona        |
| Arrière / Ailier                                               | 5  | Drapeau des États-Unis | Derrick Jones Jr.       | UNLV           |
| Ailier fort / Pivot                                            | 0  | Drapeau des États-Unis | Meyers Leonard          | Illinois       |
| Meneur / Arrière                                               | 25 | Drapeau des États-Unis | Kendrick Nunn (R)       | Oakland        |
| Ailier                                                         | 4  | Drapeau des États-Unis | KZ Okpala (R)           | Stanford       |
| Ailier fort / Pivot                                            | 9  | Drapeau du Canada      | Kelly Olynyk            | Gonzaga        |
| Arrière / Ailier                                               | 55 | Drapeau des États-Unis | Duncan Robinson         | Michigan       |
| Ailier fort                                                    | 30 | Drapeau du Gabon       | Chris Silva (R)         | South Carolina |
| Meneur                                                         | 2  | /                      | Gabe Vincent (R) (TW)   | Santa Barbara  |
| (C) - Capitaine, (R) - Rookie, (TW) - Two-way contract, Blessé |    |                        |                         |                |

## Récompenses durant la saison
Récapitulatif des récompenses obtenues par les joueurs de l'équipe durant la saison.
| Date                     | Joueur        | Récompense                                  |
| ------------------------ | ------------- | ------------------------------------------- |
| 2 décembre - 8 décembre  | Jimmy Butler  | Joueur de la semaine dans la conférence Est |
| Octobre / Novembre       | Kendrick Nunn | Rookie du mois de la conférence Est         |
| 9 décembre - 15 décembre | Bam Adebayo   | Joueur de la semaine dans la conférence Est |
| Décembre                 | Kendrick Nunn | Rookie du mois de la conférence Est         |
| Janvier                  | Kendrick Nunn | Rookie du mois de la conférence Est         |
| 14 février               | Tyler Herro   | ☆ Rising Stars Challenge - Team USA ☆       |
| 14 février               | Kendrick Nunn | ☆ Rising Stars Challenge - Team USA ☆       |
| 16 février               | Bam Adebayo   | ☆ All-Star 2020 ☆                           |
| 16 février               | Jimmy Butler  | ☆ All-Star 2020 ☆                           |
| 9 septembre              | Bam Adebayo   | NBA All-Defensive Second Team               |
| 15 septembre             | Kendrick Nunn | NBA All-Rookie First Team                   |
| 15 septembre             | Tyler Herro   | NBA All-Rookie Second Team                  |
| 16 septembre             | Jimmy Butler  | All-NBA Third Team                          |

## Transactions
Le détail des différents contrats signés par l'équipe est disponible dans la section supérieure des contrats des joueurs, avec les montants des salaires.

### Échanges
| Juin      | Juin | Juin | Juin   |
| --------- | --- | --- | ------ |
| 19 juin   | Vers Miami Heat - Droits sur Bol Bol (#44) | Vers Atlanta Hawks - Second tour de draft 2024 - Compensation financière | [ 7 ]  |
| Juillet   | | |        |
| 6 juillet | Echange à trois équipes | Echange à trois équipes | [ 8 ]  |
| 6 juillet | Vers le Heat de Miami - Droits sur KZ Okpala (#32) (De Phoenix) | Vers les Suns de Phoenix - Compensation financière de 1 100 000 $ (D'Indiana)                                                                                               | [ 8 ]  |
| 6 juillet | Vers les Pacers de l'Indiana - T. J. Warren (De Phoenix) - Second tour de draft 2022 (De Miami) - Second tour de draft 2025 (De Miami) - Second tour de draft 2026 (De Miami) | | [ 8 ]  |
| 6 juillet | Échange à quatre équipes | Échange à quatre équipes | [ 9 ]  |
| 6 juillet | Vers le Heat de Miami - Jimmy Butler (De Philadelphie, sign and trade) - Meyers Leonard (De Portland) - Compensation financière de 110 000 $ (Des Clippers)                   | Vers les Clippers de Los Angeles - Maurice Harkless (De Portland) - Droits sur Mathias Lessort (2017/#32) (De Philadelphie) - Premier tour de draft 2023 protégé (De Miami) | [ 9 ]  |
| 6 juillet | Vers le Trail Blazers de Portland - Hassan Whiteside (De Miami) | Vers les 76ers de Philadelphie - Josh Richardson (De Miami) | [ 9 ]  |
| Février   | | |        |
| 6 février | Échange à trois équipes | Échange à trois équipes | [ 10 ] |
| 6 février | Vers le Heat de Miami - Jae Crowder (De Memphis) - Solomon Hill (De Memphis) - Andre Iguodala (De Memphis)                                                                    | Vers les Grizzlies de Memphis - Gorgui Dieng (Des Minnesota) - Dion Waiters (De Miami) - Justise Winslow (De Miami)                                                         | [ 10 ] |
| 6 février | Vers les Timberwolves du Minnesota - James Johnson (De Miami) | | [ 10 ] |

### Joueurs qui re-signent
| Date       | Joueur        |
| ---------- | ------------- |
| 06/08/2019 | Udonis Haslem |

### Options dans les contrats
| Date       | Joueur           | Option                                     |
| ---------- | ---------------- | ------------------------------------------ |
| 21/06/2019 | Hassan Whiteside | Hassan Whiteside exerce son option joueur. |
| 11/09/2019 | Bam Adebayo      | Miami exerce son d'équipe.                 |

## Arrivées

### Draft
| Date       | Joueur            | Provenance                  |
| ---------- | ----------------- | --------------------------- |
| 07/07/2019 | KZ Okpala (#32)   | Cardinal de Stanford (NCAA) |
| 10/07/2019 | Tyler Herro (#13) | Wildcats du Kentucky (NCAA) |

### Agents libres
| Date       | Joueur          | Provenance                               |
| ---------- | --------------- | ---------------------------------------- |
| 06/07/2019 | Jimmy Butler    | 76ers de Philadelphie (Sign-and-Trade)   |
| 11/07/2019 | Jeremiah Martin | Tigers de Memphis (NCAA)                 |
| 15/07/2019 | Kyle Alexander  | Volunteers du Tennessee (NCAA)           |
| 04/09/2019 | Davon Reed      | Pacers de l'Indiana                      |
| 16/09/2019 | Mychal Mulder   | Bulls de Windy City (G-League)           |
| 15/10/2019 | Skyler Flatten  | Jackrabbits de South Dakota State (NCAA) |
| 15/10/2019 | Bubu Palo       | Skyforce de Sioux Falls (G-League)       |
| 15/01/2020 | Chris Silva     | Heat de Miami (Two-way contract)         |

### Two-way contracts
| Date       | Joueur         | Provenance                             |
| ---------- | -------------- | -------------------------------------- |
| 18/10/2019 | Chris Silva    | Gamecocks de la Caroline du Sud (NCAA) |
| 19/10/2019 | Daryl Macon    | Mavericks de Dallas                    |
| 08/01/2020 | Gabe Vincent   | Kings de Stockton (G League)           |
| 15/01/2020 | Kyle Alexander | Skyforce de Sioux Falls (G League)     |

## Départs

### Agents libres
| Date       | Joueur        | Nouvelle équipe¹        |
| ---------- | ------------- | ----------------------- |
| 09/04/2019 | Dwyane Wade   | Retraite                |
| 01/09/2019 | Charles Cooke | Universo Treviso Basket |

### Joueurs coupés
| Date       | Joueur        | Nouvelle équipe ¹                  |
| ---------- | ------------- | ---------------------------------- |
| 06/07/2019 | Ryan Anderson | Rockets de Houston                 |
| 29/07/2019 | Yante Maten   | Celtics de Boston                  |
| 08/01/2020 | Daryl Macon   | Skyforce de Sioux Falls (G League) |

¹ Il s'agit de l’équipe pour laquelle le joueur a signé après son départ, il a pu entre-temps changer d'équipe ou encore de pays.

### Joueurs non retenus au training camp
Liste des joueurs non retenus pour commencer la saison NBA.
| Joueur          |
| --------------- |
| Kyle Alexander  |
| Skylar Flatten  |
| Jeremiah Martin |
| Mychal Mulder   |
| Bubu Palo       |
| Davon Reed      |

## Situation à la fin de saison

### Joueurs "agents libres"
| Joueur            | Fin de saison         |
| ----------------- | --------------------- |
| Kyle Anderson     | Agent libre restreint |
| Jae Crowder       | Agent libre           |
| Goran Dragić      | Agent libre           |
| Udonis Haslem     | Agent libre           |
| Solomon Hill      | Agent libre           |
| Derrick Jones Jr. | Agent libre           |
| Meyers Leonard    | Agent libre           |
| Gabe Vincent      | Agent libre restreint |

### Options en fin de saison
| Joueur       | Fin de saison  |
| ------------ | -------------- |
| Kelly Olynyk | Option joueur. |